# Гнилки (Ленинградская область)
Гнилки — деревня в Кисельнинском сельском поселении Волховского района Ленинградской области.

## История
На карте Санкт-Петербургской губернии Ф. Ф. Шуберта 1834 года упоминается деревня Гнилки, состоящая из 22 крестьянских дворов.

ГНИЛКА — деревня принадлежит графу Паскевичу-Эриванскому, число жителей по ревизии: 62 м. п., 62 ж. п. (1838 год)

Деревня Гнилки отмечена на карте профессора С. С. Куторги 1852 года.

ГНИЛКА — деревня княгини Волконской, по просёлочной дороге, число дворов — 17, число душ — 56 м. п. (1856 год)

ГНИЛКА — деревня владельческая при реке Мшаге, число дворов — 17, число жителей: 55 м. п., 78 ж. п.; Часовня православная. (1862 год)

В конце XIX века деревня административно относилась к Песоцкой волости 1-го стана Новоладожского уезда Санкт-Петербургской губернии, в начале XX века — 4-го стана.
По данным «Памятной книжки Санкт-Петербургской губернии» за 1905 год деревня Гнилка входила в Чаплинское сельское общество.

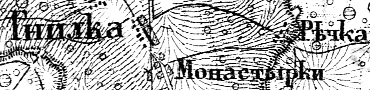
Деревня Гнилки на карте 1915 года

Согласно военно-топографической карте Петроградской и Новгородской губерний издания 1915 года смежно с деревней Гнилка находилась ныне слившаяся с ней деревня Монастырки (Монастырёк).
С 1917 по 1923 год деревня Гнилка входила в состав Песоцкой волости Новоладожского уезда.
С 1923 года в составе Чаплинского сельсовета Шумской волости Волховского уезда.
С 1926 года в составе Голтовского сельсовета. Согласно данным переписи населения СССР 1926 года в деревне Гнилка проживали 120 человек — все русские.
С 1927 года в составе Волховского района.
С 1928 года вновь в составе Чаплинского сельсовета. В 1928 году население деревни Гнилка также составляло 120 человек.
По данным 1933 года деревня Гнилка входила в состав Чаплинского сельсовета Волховского района.

План деревни Гнилки. 1941 год

Согласно топографической карте РККА 1941 года деревня называлась Гнилки и насчитывала 25 дворов. К югу и смежно с ней находилась деревня Монастырки, состоявшая из 6 дворов, ныне — часть деревни Гнилки.
В 1958 году население деревни Гнилка составляло 56 человек.
По данным 1966 и 1973 годов деревня называлась Гнилка и входила в состав Чаплинского сельсовета Волховского района.
По данным 1990 года деревня называлась Гнилки и также входила в состав Чаплинского сельсовета Волховского района.
В 1997 году в деревне Гнилки Кисельнинской волости проживали 10 человек, в 2002 году — 11 человек (все русские).
В 2007 году в деревне Гнилки Кисельнинского СП — 8 человек.

## География
Деревня расположена в западной части района на автодороге 41К-387 (Чаплино — Голтово), близ автодороги Р21 (E 105) «Кола» (Санкт-Петербург — Петрозаводск — Мурманск), южнее и смежно с деревней Выдрино.
Расстояние до административного центра поселения — 12 км.
Расстояние до ближайшей железнодорожной станции Войбокало — 21 км.
К северу от деревни находится исток Гнилого ручья — правого притока реки Кобоны.

## Демография
| 1862 | 2007 | 2010 | 2017 |
| ---- | ---- | ---- | ---- |
| 133  | ↘8   | ↗9   | ↘1   |

### Национальный состав
Согласно данным Всероссийской переписи населения 2021 года в деревне проживал 1 человек, русский.